# Anarta alpicola
Anarta alpicola là một loài bướm đêm trong họ Noctuidae.